# 선셋 대로

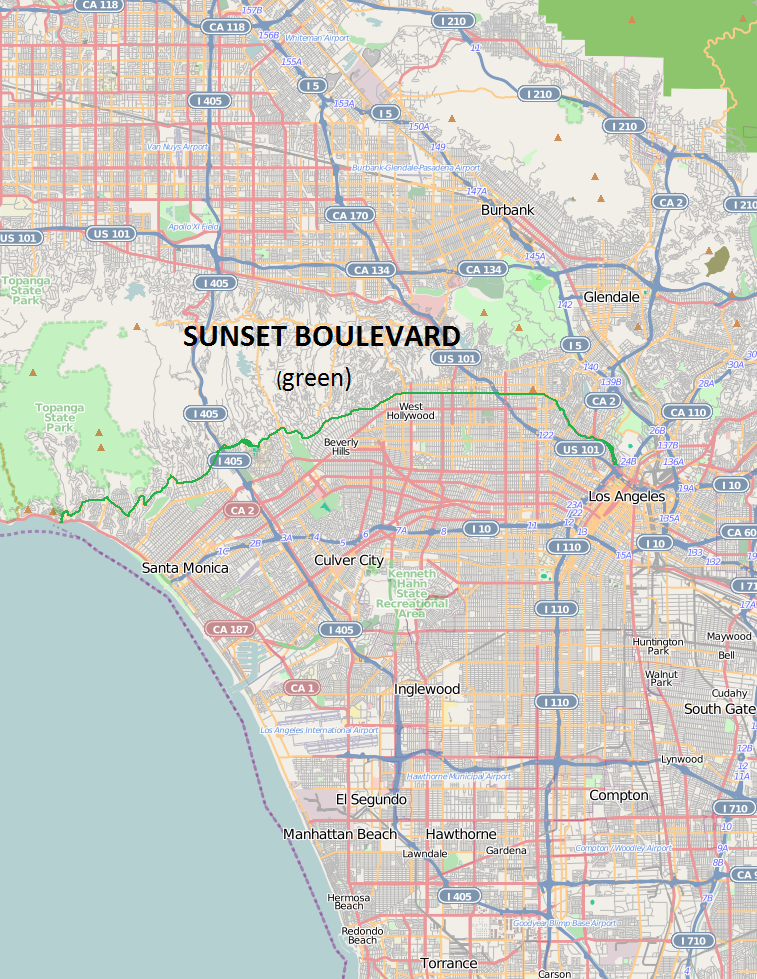
녹색으로 표시된 부분이 선셋 대로이다.

선셋 대로(Sunset Boulevard)는 미국 캘리포니아주에 있는 거리이다. 다운타운 로스앤젤레스와 태평양을 연결하는 35km의 거리로, 로스앤젤레스에서 독립된 도시인 베벌리힐스와 웨스트할리우드를 관통한다.
선셋 스트립(Sunset Strip)이라 불리는 웨스트할리우드와 베벌리힐스 사이의 2.5km는 할리우드의 유명인 문화의 일부분이자 로스앤젤레스에서 가장 활발한 유흥가 중 하나이다. 선셋 대로 동쪽의 로스 펠리즈(Los Feliz), 실버 레이크(Silver Lake), 에코 파크(Echo Park)도 인기있는 번화가이다.

## 역사
선셋 대로는 1888년에 최초로 시 당국에 의해 기록되었다. 도로의 이름은 로스앤젤레스의 공무원이 지은 것으로 추정된다. 20세기가 시작될 때 오늘날의 선셋 스트립은 셔먼이라는 이름의 미편입지구로, 대부분 아보카도 과수원과 포인세티아 풀밭으로 뒤덮여 있었다.
할리우드가 영화 산업의 중심지가 되고, 로스앤젤레스가 급속하게 성장하자 선셋 대로 주변도 농장에서 주택가와 상업 지구로 개발되었다. 금주법 시행 이전에도 할리우드는 주류 판매가 금지된 '드라이 시티'였다. 미편입지구로 경찰의 단속이 느슨했던 셔먼은 자연스럽게 술집과 도박장, 나이트클럽이 들어섰다. 1919년 본격적으로 시행된 금주법도 이 지역의 인기를 줄이지 못했다. 이 시기 선셋 스트립은 이미 성소수자들이 즐겨 찾는 곳이었다.
선셋 대로는 중요한 영화 촬영지가 되었다. 무성 영화 시절 촬영된 대표적인 영화는 D. W. 그리피스의 인톨러런스이다. 그리피스는 선셋 대로와 할리우드 대로 사이에 거대한 바빌론 세트장을 지었는데, 크기 탓에 철거도 쉽지 않아 1922년 불타서 무너질 때까지 지역의 명물로 방치되었다. 1927년 재즈 싱어가 워너 브라더스 스튜디오에서 제작되 유성 영화 시대를 열었다.
제2차 세계 대전 후 여러 영화 스튜디오들이 교외의 버뱅크로 이주했지만, 여전히 일부 스튜디오들이 선셋 대로에 남았고 빈 자리는 새로운 텔레비전 스튜디오들이 차지했다. 선셋 스트립과 동쪽의 실버 레이크는 1960년대부터 성소수자 권리운동의 중심지가 되었다.
1970년대 선셋 대로 동쪽의 가드너가(Gardner Street)와 웨스턴가(Western Avenue) 사이는 길거리에서 성매매 이루어지는 곳이 되었다. 1995년 영국 배우 휴 그랜트가 매춘부와 자동차에서 성관계를 하다 적발된 후 대대적인 단속이 일어났다.

## 교통
선셋 대로는 모든 구간에서 최소 왕복 4차선의 넓이를 유지하고 있다. 설계 용량보다 더 많은 차량들이 도로를 이용하고 있는데, 통행량이 특히 많은 주말에는 극심한 교통 체증이 일어난다.
대중교통에는 로스앤젤레스 메트로 B선의 버몬트/선셋역이 있고, 같은 노선의 할리우드/하일랜드역, 할리우드/바인역, 할리우드/웨스턴역도 가깝다.

## 관광
선셋 스트립의 유명한 바와 나이트클럽에는 Whiskey a Go Go, Rainbow Bar and Grill, Viper Room이 있다. Viper Room은 나이트클럽 겸 공연장으로, 배우 조니 뎁이 소유한 곳이자 리버 피닉스가 1993년 할로윈 때 약물 과다 복용으로 사망한 곳으로 유명하다.
선셋 대로는 밤문화 외에도 옥외광고로도 알려져 있다. 영화사와 음반사, 방송사, 최근에는 넷플릭스가 거액을 주고 구매한 광고판은 그 자체로 볼거리가 된다.

## 매체에서
빌리 와일더는 도로의 이름을 따 할리우드의 어두운 이면을 다룬 영화인 선셋 대로를 1950년 감독했다. 앤드류 로이드 웨버는 1993년 동명의 뮤지컬을 제작했다.

## 같이 보기
- 선셋 대로 (영화)